# Tezonapa
Tezonapa är en ort i Mexiko.   Den ligger i kommunen Tezonapa och delstaten Veracruz, i den sydöstra delen av landet, 270 km öster om huvudstaden Mexico City. Tezonapa ligger 235 meter över havet och antalet invånare är 5 100.
Terrängen runt Tezonapa är kuperad åt sydväst, men åt nordost är den platt. Terrängen runt Tezonapa sluttar österut. Runt Tezonapa är det ganska tätbefolkat, med 100 invånare per kvadratkilometer. Närmaste större samhälle är Cosolapa, 0,59 km söder om Tezonapa. Trakten runt Tezonapa består till största delen av jordbruksmark.